# Pirotehnimata
Pirotehnimata (letteralmente fuochi d'artificio) è il secondo singolo della cantante greca Helena Paparizou estratto dal suo quarto album di studio Vrisko To Logo Na Zo. Il singolo ha raggiunto la posizione numero 5 in Cipro, la posizione numero 2 nella classifica digitale greca e la posizione numero 3 nella classifica radiofonica della Grecia e in quella ufficiale greca. La musica della canzone è opera di Giorgos Sampanis, mentre il testo è stato scritto da Gianni Doxas. Il video è invece stato diretto da Alexandros Grammatopoulos, il regista dei video dei singoli precedenti di Helena Paparizou.

## Classifiche
| Classifica (2009) | Posizione massima |
| ----------------- | ----------------- |
| Cipro             | 5                 |
| Grecia            | 3                 |